# Ueshiba Kisshomaru
Ueshiba Kisshomaru (植芝 吉祥丸 (Thực Chi Cát Tường Hoàn) Ueshiba Kisshōmaru) là một bậc thầy aikido hàng đầu người Nhật. Ông là con trai của Ueshiba Morihei, người sáng lập aikido, và đã trở thành người lãnh đạo quốc tế của aikido sau khi cha của ông qua đời.

## Niên thiếu
Ueshiba sinh ngày 27 tháng 6 năm 1921 tại thành phố Ayabe, Kyoto, Nhật Bản. Ông là con trai thứ ba và là người con thứ tư của Ueshiba Morihei và Ueshiba Hatsu (nhũ danh Itokawa). Ueshiba bắt đầu tập luyện dưới sự chỉ dẫn của cha mình từ năm 1937.

## Sự nghiệp aikido
Năm 1942, khi ông vẫn đang học tại Đại học Waseda, Ueshiba Morihei (người quyết định nghỉ hưu ở Iwama) đã chỉ định ông là người đứng đầu của Kobukan Dojo ở Shinjuku, Tokyo. Ông đã cứu dojo võ đường khỏi những vụ hỏa hoạn do ném bom nhiều lần trong Chiến tranh thế giới thứ hai. Ueshiba tốt nghiệp với bằng cử nhân kinh tế năm 1946.
Nói về khoảng thời gian sau Chiến tranh thế giới thứ hai, Ueshiba Moriteru nói, "không có nhiều hoạt động tại Hombu Dojo. Trong một thời gian, cha tôi [Kisshomaru Ueshiba] thay vào đó thực sự đã ở Iwama... bắt đầu vào khoảng năm 1949, ông đã làm việc khoảng bảy năm ở một công ty có tên Osaka Shoji. Ông không có lựa chọn nào khác. Ngay cả khi bạn có một dojo, bạn không thể kiếm sống được nếu không có ai tới luyện tập, đây phần lớn là lý do sau chiến tranh. Vì vậy, ông ấy nhận một công việc như một nhân viên công ty thông thường trong ngày và chỉ được dạy vào buổi sáng và buổi tối."
Bắt đầu từ năm 1948, Ueshiba giám sát sự phát triển của tổ chức Aikikai Honbu (và cuối cùng là sự phá huỷ Kobukan Dojo vào năm 1967 để xây dựng trụ sở Aikikai).

## Cuộc sống sau này
Sau sự qua đời của Ueshiba Morihei vào năm 1969, Ueshiba Kisshomaru bắt đầu đảm nhận vai trò Doshu (người đứng đầu theo thừa kế). Năm 1995, Ueshiba nhận Huy chương Zui Hosho từ Chính phủ Nhật Bản. Cho đến năm 1998, sức khoẻ của Ueshiba đã suy giảm và điều này khiến ông thường xuyên phải đến bệnh viện.
Ueshiba qua đời vào khoảng 5:30 PM ngày 4 tháng 1 năm 1999 tại một bệnh viện ở Tokyo. Nguyên nhân tử vong là do suy hô hấp. Khi cha của ông là Doshu đầu tiên, ông là Doshu thứ hai, và sau cái chết của ông, con trai của ông Ueshiba Moriteru đã trở thành Doshu thứ ba, tuân theo hệ thống iemoto.

## Sách đã xuất bản
- Kisshomaru Ueshiba, A Life in Aikido: The Biography of Founder Morihei Ueshiba (2008), Kodansha International, ISBN 978-4-7700-2617-0  Lưu trữ ngày 19 tháng 11 năm 2009 tại Wayback Machine
- Kisshomaru Ueshiba, The Art of Aikido: Principles and Essential Techniques (2004) Kodansha International, ISBN 978-4-7700-2945-4
- Kisshomaru Ueshiba, Best Aikido: The Fundamentals (2002) Kodansha International, ISBN 978-4-7700-2762-7  Lưu trữ ngày 5 tháng 1 năm 2009 tại Wayback Machine
- Kisshomaru Ueshiba, The Spirit of Aikido (1987), Kodansha International, ISBN 978-0-87011-850-0  Lưu trữ ngày 22 tháng 5 năm 2009 tại Wayback Machine
- Kisshomaru Ueshiba, Aikido (1985), Japan Publications Trading, ISBN 978-0-87040-629-4